# Varasdfürdő
Varasdfürdő (másképpen Varasdteplic, horvátul Varaždinske Toplice, latinul Aqua Iasae, németül Warasdin-Töplitz) kisváros és község (járás) Horvátországban, Varasd megyében.

## A község (járás) települései
Közigazgatásilag még 22 falu, Boričevec Toplički, Črnile, Čurilovec, Donja Poljana, Drenovec, Gornja Poljana, Grešćevina, Hrastovec Toplički, Jalševec Svibovečki, Jarki Horvatićevi, Leskovec Toplički, Lovrentovec, Lukačevec Toplički, Martinkovec, Petkovec Toplički, Pišćanovec, Retkovec Svibovečki, Rukljevina, Svibovec, Škarnik, Tuhovec és Vrtlinovec tartozik hozzá.

## Fekvése
Varasdtól 12 km-re délkeletre, a Zagorje északkeleti völgyében, a Bednja folyó jobb partján fekszik. Festőien szép környéke, védett fekvése, enyhe, egészséges éghajlata ideális gyógyüdülőhellyé teszi. Megközelítése egyszerű, hiszen itt halad át az A4-es autópálya és a Zágráb–Fiume-vasútvonal is.

## Története
Varasdfürdő Horvátország legősibb fürdőhelye. 1800 méterről feltörő 57 fokos kénes vizét már a rómaiak is ismerték és használták, ekkor neve "Aqua Iasae" volt. A tűzvész pusztította települést a 4. században Nagy Konstantin császár építtette újjá. Területéről, de különösen a város központjából számos római emlék került elő. Az ásatások feltárták a négy évszázadon keresztül működő római fürdő maradványait.
A települést a középkorban III. Béla király 1181. augusztus 20-án kelt oklevelében "Toplissa" néven említik először, amikor a zágrábi káptalan birtoka volt. Gyógyvizének hatása ekkor is ismert volt, mint arról 1420-ban említés is történik. Toplice ebben az időben vásáros hely. Plébániatemploma a 14. században épült, melynek védelmére a káptalan 1376-ban várat és védőfalakat építtetett. A török támadások hatására a 16. században a falakat tornyokkal és vizesárkokkal erősítették meg. Az árokba, melyen felvonóhíd ívelt át a gyógyforrás meleg vízét vezették. A 17. század elején a fürdő egy fából készített épületben volt.
A török veszély elmúltával a település is újra felvirágzott. Várát ekkor építették át barokk kastéllyá, mely ettől kezdve tekintélyes vendégeket fogadott. A modern gyógyászat Varasdfürdőn a híres fürdőorvos a luxemburgi származású La Langue János ide érkezése után fejlődött ki, aki a fürdőben állandó orvosi felügyeletet vezetett be. Hatására a 18. század végére már pezsgő fürdőélet alakult ki. A fürdőt 1820-ban a kor követelményeinek megfelelően átépítették és megújították.
1910-ben a településnek 1739, túlnyomóan horvát lakosa volt. A trianoni békeszerződésig Varasd vármegye Novi Marofi járásához tartozott. A második világháborúban a fürdő is súlyos károkat szenvedett, de 1945 után újjáépítették. A város és a fürdő további fejlődésének lehetősége különösen a független horvát állam megalakulásával nőtt meg, melyhez hozzájárult a turizmus növekedése is. A városvezetés az elmúlt években nagy erőfeszítéseket tett a fürdőépületek megújítására és az infrastruktúra kiépítésére. A múzeummal együttműködve nagy hangsúlyt fektettek a város patinás épületeinek megóvására, a régi városkép megőrzésére. 2001-ben a városnak 1877, a községnek 6973 lakosa volt.

## Nevezetességei

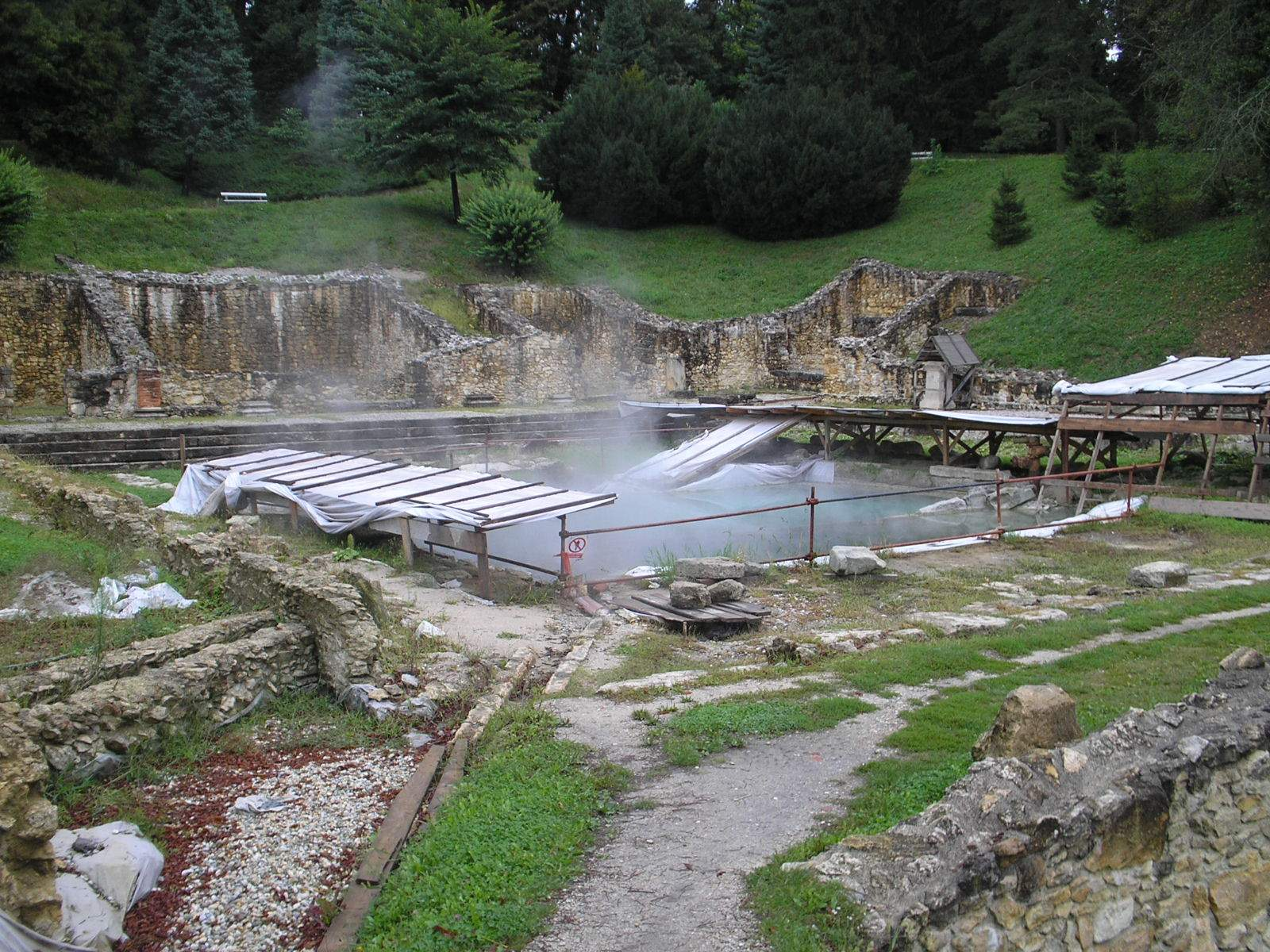
A gyógyforrás római fürdő maradványaival

- Szent Márton tiszteletére szentelt római katolikus plébániatemploma a város egyik legrégibb épülete. Tornya már a 14. század óta uralja a városképet. Az egykor gótikus stílusban épített templomot a 18. században barokk stílusban építették át. A gótikus templomból mára csak a díszes és elegáns támpillérek maradtak meg. Orgonáját 1765-ben Antonius Römer grazi műhelyében készítették, 1993-ban Wolfgang J. Braun német restaurátor újította fel. Az orgonának köszönhetően a templom a Varasdi Barokk Esték rendezvényeinek egyik helyszíne. 1880-ban a templom a zágrábi székesegyház két márvány oltárát kapta meg, melyek Francesco Robbának, a barokk szobrászművészet egyik legismertebb mesterének alkotásai.[2]
- Varasdfürdő kastélyának[3] elődje, Varasdfürdő vára a 14. században épült, a 16. században a török ellen saroktornyokkal és a vizesárokkal erősítették meg. A török veszély elmúltával 1695-ben a várat barokk kastéllyá építették át és rövidesen fürdőszálló szerepét töltötte be. A védőfalakat a 18. században bontották le. A 19. században homlokzatát neogótikus stílusban építették át. Udvarán lapidárium található, ahol az ásatásokból származó római kőemlékeket mutatják be. A kastély épületében kapott helyet az 1937-ben Josip Čabrian orvos és polihisztor által alapított városi múzeum számos, főként a 2–4. századból származó római tárgyi emlékkel.
- Aqua Iasae római település maradványai a melegvizű forrás közelében találhatók. A római település központja a fürdő dombjának legfelső teraszán, a mai romkert területén feküdt, a lakónegyedek pedig lejjebb a domb lába felé húzódtak, ahol kézműves műhelyek és boltok is voltak. Az 1953-tól tartó régészeti feltárásoknak köszönhetően, melyeket a Zágrábi Régészeti Múzeum ókorral foglalkozó osztálya folytatott ma már az 1-4. századi teljes római épületegyüttes maradványai láthatók. A fürdőnegyedből előkerültek a fürdőépületek, a medencék, a római bazilika, a fórum, a tornáccal körülvett termálforrás maradványai köztük a kapitóliumi triász, Jupiter, Juno és Minerva szobrai. Minerva istennő szobrát talapzatával együtt 1967-ben találták meg egykori templomának bejáratánál. Aqua Iasae védett régészeti lelőhely, a horvát kulturális örökség része. Örökségvédelmi jegyzékszáma: Z-3441.[4]
- A Szentlélek-kápolna[5] 1774-ben épült barokk stílusban az 1242-ben a tatárok által elpusztított plébániatemplom helyén. A kápolna köré a 19. századig temetkeztek.
- Mivel a fürdő területét a vendégek részére tartották fenn a lakosságnak lejjebb 1844-ben egy népfürdőt építettek. Itt azon a helyen ahol most a Tonimir motel áll egy népszerű vendéglő is üzemelt.
- A városban egy 1801-ben fából épített népi lakóház áll, melyben néprajzi gyűjtemény látható.
- Szent Anna szobra karján a gyermek Máriával a 15. században készült, ma a 19. század elején épített Szent Anna kápolnában áll.
- A város legrégibb lakóépülete az 1526-ban épített Kirinić-ház, egy késő gótikus lakóház, északi oldalán földszintes, a déli oldalon emeletes épület.
- Szent Fábián és Sebestyén fogadalmi oszlopa 1772-ben, a pestisjárvány idején készült.
- Az iskola régi épületét 1765-ben emelték, ma a helyi kulturális és művészeti egyesület működik benne.
- A Lovrina-fürdő épülete 1871-ben épült a lovas kocsikkal érkező fürdővendégek számára. A 20. század elején gyógyszállóvá építették át. Jellegzetesen szép belső udvara van.
- A Konstantin-ház a fürdő legrégebben épített része, 1779-ben építették. 1954-ig tornyocskájában jelzőharang működött.

## Testvérvárosok
- Pöstyén, Szlovákia